# Erling Sørensen
Erling Walther Sørensen (Copenaghen, 29 ottobre 1920 – Hvidovre, 10 ottobre 2002) è stato un calciatore e allenatore di calcio danese, di ruolo centrocampista.

## Carriera
Vinse la medaglia di bronzo con la sua nazionale alle Olimpiadi del 1948.
Vincitore di due titoli danesi col Frem, ha giocato in Serie A con le maglie di Udinese e Triestina; giocò anche con il Modena.

## Palmarès

### Giocatore

#### Club
- Campionato danese: 2

Frem: 1941, 1944

#### Nazionale
- Bronzo olimpico: 1

Londra 1948